# Ousmane Socé Diop
Pour les articles homonymes, voir Diop.
Ousmane Socé Diop (ou Ousmane Diop Socé), né le 31 octobre 1911 à Rufisque et mort le 27 octobre 1973 à Dakar, est un écrivain et un homme politique sénégalais.

## Biographie
Ousmane Socé Diop est né au Sénégal dans l'ancienne Afrique-Occidentale française. Il a suivi l'école coranique, puis le collège Blanchot de Saint-Louis, l'École normale William-Ponty de Gorée, et il a été l'un des premiers boursiers à faire des études universitaires en France où il a étudié la médecine vétérinaire. À Paris, il appartenait au groupe de jeunes intellectuels noirs qui ont fondé entre les deux guerres le mouvement de la négritude. 
En 1935, il fait ses débuts en littérature avec Karim, roman sénégalais, sur un jeune homme à l'intersection de deux cultures ; le livre lui vaut en 1947 le Grand Prix littéraire d'Afrique occidentale. En 1937 il publie Mirages de Paris, roman semi-autobiographique sur l'amour impossible d'un Noir et d'une Française. Il écrit en 1938 Contes et légendes d'Afrique noire, basé sur la littérature orale de son pays. De retour au Sénégal, il publie en 1948 Rythmes du Khalam (le khalam est une guitare sénégalaise), un recueil de poèmes, chanson de geste africaine, et il fonde en 1953 à Dakar la revue littéraire Bingo. 
Il est nommé secrétaire du Conseil de la République les 25 novembre 1948 et 11 janvier 1949,.
Également présent sur la scène politique, il fonde en 1956 le Mouvement socialiste d'union sénégalaise (MSUS) qui fusionnera avec le Bloc populaire sénégalais (BPS). À la veille de l'indépendance, entre 1958 et 1959, il est nommé ministre du Plan dans le gouvernement conduit par Mamadou Dia. Socé a été ambassadeur du Sénégal aux États-Unis et délégué de l'ONU, mais, devenu quasiment aveugle, il a dû se retirer en 1968. Il fut aussi maire de Rufisque, de 1936 à 1945, puis de 1960-1964. 
Ousmane Socé est mort le 27 octobre 1973 à Dakar.

## Œuvres
Source
- 1935 Karim. Roman Sénégalais, rééd. Nouvelles Éditions latines. Paris 1948, 1957. Réédité en 2000  (ISBN 978-2723308991).
- 1937 Mirages de Paris, rééd. Nouvelles Éditions latines. Paris, 1977.
- 1938 Contes et légendes d'Afrique noire, 180 p. Paris, rééd. Nouvelles Éditions latines, 1975 (ASIN B0014MKFXA), rééd. 1980,   (ISBN 978-2723301008).
- 1948 Rythmes du Khalam, 61 p., Nouvelles éditions latines Rennes, Impr. réunies (1963), (ASIN B0014P64CI)
- L'Afrique à l'heure de l'indépendance. New York, 1960-1963. Interventions à l'Assemblée des Nations unies, (ASIN B0014X2OXI) et (ASIN B0000DTVUD).